# Scott Beatty
Scott Beatty (1969) è uno scrittore e fumettista statunitense.
Oltre ad aver scritto molte storie a fumetti per DC Comics, Beatty è noto per aver collaborato alla stesura di numerose guide ed enciclopedie dedicate ai supereroi, edite da DK Publishing.

## Opere

### Guide
- Batman: The Animated Series Guide, DK Publishing, 2003, pagg. 48, ISBN 9780789495808
- Superman: The Animated Series Guide, DK Publishing, 2003, pagg. 48, ISBN 9780789495846
- Wonder Woman: The Ultimate Guide to the Amazon Princess, DK Publishing, 2003, pagg. 144, ISBN 9780751346480
- Batman: The Ultimate Guide to the Dark Knight, DK Publishing, 2005, pagg. 144, ISBN 9780756611217
- Catwoman: The Visual Guide to the Feline Fatale, DK Publishing, 2004, pagg. 64, ISBN 9780756603830
- JLA:The Ultimate Guide to the Justice League of America, DK Publishing, 2002, pagg. 96, ISBN 9780789488930
- The DC Comics Encyclopedia, DK Publishing, 2008, pagg. 400, ISBN 9780756641191
- Batman Begins: The Visual Guide, DK Publishing, 2005, pagg. 64, ISBN 9780756612337
- The Batman Handbook: The Ultimate Training Manual, DK Publishing, 2005,  pagg. 192, ISBN 9781594740237
- The Superman Handbook: The Ultimate Guide to Saving the Day, DK Publishing, 2006 pagg. 184, ISBN 9781594741135
- The DC Comics Action Figure Archive, DK Publishing, 2008, pagg. 208, ISBN 0811858324, ASIN B0030ILX14

### Fumetti
- Batman: Gotham Knights nn. 33-49, DC Comics
- Robin: Year One nn. 1-4 (con Chuck Dixon), DC Comics, 2002
- Robin nn. 88-91, DC Comics
- Joker: Last Laugh nn. 1-6, DC Comics
- Nightwing: Year One (Nightwing nn. 101-107), DC Comics, 2005
- Batgirl: Year One nn. 1-9 (con Chuck Dixon), DC Comics, 2003
- Ruse nn. 10-26, DC Comics
- Star Wars Tales nn. 13, DC Comics
- Secret Files & Origins e 80-Page Giants, DC Comics
- Son of Vulcan nn. 1-6, DC Comics
- JSA: Classified nn. 19-20 (con Rags Morales e Michael Bair), DC Comics, 2007
- Wildstorm: Revelations (con Christos Gage e Wes Craig), WildStorm, 2008
- Number of the Beast (con Chris Sprouse), Wildstorm, 2008, pagg. 192, ISBN 9781401219994
- Gen¹³ n. 21